# Карл Він
Карл Він (нім. Karl Wien; 10 вересня 1906, Вюрцбург — 15 червня 1937, Нангапарбат) — німецький науковець у галузі географії, доктор наук, альпініст. Зробив низку найскладніших сходжень за новими маршрутами в Альпах, а також перше сходження на пік Кауфмана (Абу Алі ібн Сіни) на Паміро-Алаї. Учасник трьох німецьких гімалайських експедицій на вершини Канченджанґа (1931), Синіолчу (6888 м, першосходження, 1936) та Нангапарбат (1937, керівник). Загинув у ніч проти 15 червня 1937 року разом з усією альпіністською групою, що брала участь у сходженні, внаслідок сходження снігової лавини.

## Біографія
Народився у Вюрцбурзі, Баварія, у сім'ї науковця- фізика, майбутнього Нобелівського лауреата Вільгельма Віна (єдина дитина). Після здобуття вищої освіти у Мюнхенському університеті Людвіга-Максиміліана деякий час працював у Берліні у технічній лабораторії Siemens &amp; Halske, а пізніше у рідній альма-матер викладав географію та займався науковою роботою. У 1930 році здобув докторський ступінь.
У 1924 році Він вступив у Мюнхенський альпклуб, в якому познайомився з багатьма видатними німецькими альпіністами, зокрема, з Вілло Вельценбахом, який став його наставником і вчителем. У 1926 році разом з ним здійснив першопроходження північною стіною вершини Великий Ґлокнер, північно-західної стіни Глокерину, а також північної стіни Айскегеле. У 1927 році взяв участь у фотограмметричних дослідженнях, які провадилися німецько-австрійським альпійським клубом у Ціллертальських Альпах. У 1928 році у складі російсько-німецької науково-дослідної експедиції під керівництвом Віллі Рикмерса та Ричарда Фінстервальдера подорожував Паміро-Алаєм, де разом з Ойгеном Алльвайном й Ервіном Шнайдером здійснив перше в історії сходження на пік Кауфмана (7134 м, пізніше перейменований на пік Абу Алі ібн Сіни) — одну з найвищих вершин Центральної Азії.
У 1931 році Карл Він став учасником німецької гімалайської експедиції під керівництвом Пауля Бауера на вершину Канченджанґа, під час якої, окрім «технічної роботи», займався топозніманням місцевості та склав перші точні мапи льодовика Зему — найбільшого льодовика Східних Гімалаїв. 15 вересня Ганс Гартманн (учасник експедиції) і Він досягли висоти 7650 метрів — максимальної точки, на яку вдалося піднятися під час всієї експедиції.
Через три роки він разом з німецьким географом Карлом Тролем проводив фотограмметричні та кліматологічні дослідження Східноафриканського плоскогір'я, зокрема району гори Кенія. Під час експедиції здійснив сходження на вулкан Меру. Дещо пізніше займався питаннями кліматології Червоного моря.
У 1936 році Він увійшов до складу організованої Німецьким гімалайським фондом невеликої дослідницької експедиції до Сіккіму. Експедицію очолив Бауер, а до її учасників, крім Віна, увійшли Адольф Геттнер і професор Гюнтер Гепп. Протягом серпня — жовтня Він із колегами займалися топографічними вимірами та картографуванням масиву Канченджанґи та прилеглих до нього районів — околиць піків Непал, Тент і Твінс, льодовиків Зему, Синіолчу, Зумту (англ. Zumtu) та Непал (англ. Nepal Gap glacier). 23 вересня Карл Він й Адольф Геттнер здійснили перше в історії сходження на вершину Синіолчу (6888 м).

## Експедиція на Нанга-Парбат
1937 року Карл Він очолив третю за рахунком німецьку експедицію на вершину Нангапарбат (перша відбулася 1932 року, а друга 1934 року і закінчилася трагічно — внаслідок тривалої негоди загинули дев'ять альпіністів і носіїв). До складу її учасників входили семеро альпіністів, четверо з яких були ветеранами попередніх гімалайських експедицій (А. Геттнер, Г. Гепп, Г. Гартман і Пітер Мюльрітер). У ніч проти 15 червня 1937 року на проміжний базовий табір експедиції (табір IV, 6180), зі схилів Ракіот-Піку зійшла потужна лавина, викликана, імовірно, льодовим обвалом, яка поховала всіх сімох учасників сходження, а також дев'ять висотних носіїв (всього 16 осіб). Тіло Карла Віна (а також його щоденники й особисті речі) було знайдено пошуковою експедицією Пауля Бауера у липні 1937 року та перепоховано на льодовику.